# 馬鈴薯紡錘形塊莖類病毒科
馬鈴薯紡錘形塊莖類病毒科（学名：Pospiviroidae）是类病毒的一科，包括第一种被发现的类病毒，他们的二级结构是其生命活动的关键。

## 下属分类
本科包括以下属：
- 苹果北美疤类病毒属 Apscaviroid
- Cocadviroid
- Cocaviroid
- Coleviroid
- 啤酒花矮化类病毒属 Hostuviroid
- 马铃薯纺锤形块茎类病毒属 Pospiviroid